# Чёрный ястреб (фильм, 1996)
«Чёрный ястреб» — американский телевизионный фильм 1996 года, боевик режиссёра Альберта Пьюна.

## Сюжет
Её отец и мать выступали против строительства промышленного производства в индейской резервации и были убиты на её глазах, и её же обвинили в этом зверском убийстве, выставив его как ритуальное. После двенадцати лет тюрьмы ей удалось бежать — автобус, перевозивший её в лагерь, перевернулся и сгорел. А настоящий убийца тем временем открыл на территории её племени склад радиоактивных отходов. Эту девушку-индианку звали Чёрный Ястреб. Она объявила войну негодяю, войну, от исхода которой зависит судьба её народа.